# Stazione di Gimpo Aeroporto
La stazione di Gimpo Int'l Airport (김포공항역 - 金浦空港驛, Gimpo Gonghang-yeok ) è una stazione della metropolitana di Seul in Corea del Sud servente l'aeroporto di Seul-Gimpo. Presso la stazione passano attualmente la linea 5, la linea 9 e la linea AREX per l'aeroporto di Incheon, ma è previsto anche l'arrivo, nel 2021, della linea Seohae attualmente in costruzione.

## Linee

### Linee in esercizio
Seoul Metro
 Linea 5 (Codice: 512)
Metro 9
 Linea 9 (Codice: 902)
Korail
 AREX (Codice: A05)
GIMPO Goldline
 Gimpo Goldline (Codice: G109)

### Linee future
- Linea Seohae (2021)

## Struttura
La stazione dispone di due fabbricati viaggiatori interrati e collegati fra loro, uno per la linea 5, e uno per le linee 9 e AREX.

### Stazione Linea 5
Due banchine laterali con binari passanti al centro e porte di banchina
| Direzione Banghwa             | ● Linea 5 | per Gaehwasan e Banghwa                                 |
| Direzione Sangil-dong/Macheon | ● Linea 5 | per Yeouido, Gongdeok, Wangsimni, Sangil-dong e Macheon |

### Stazione AREX e Linea 9

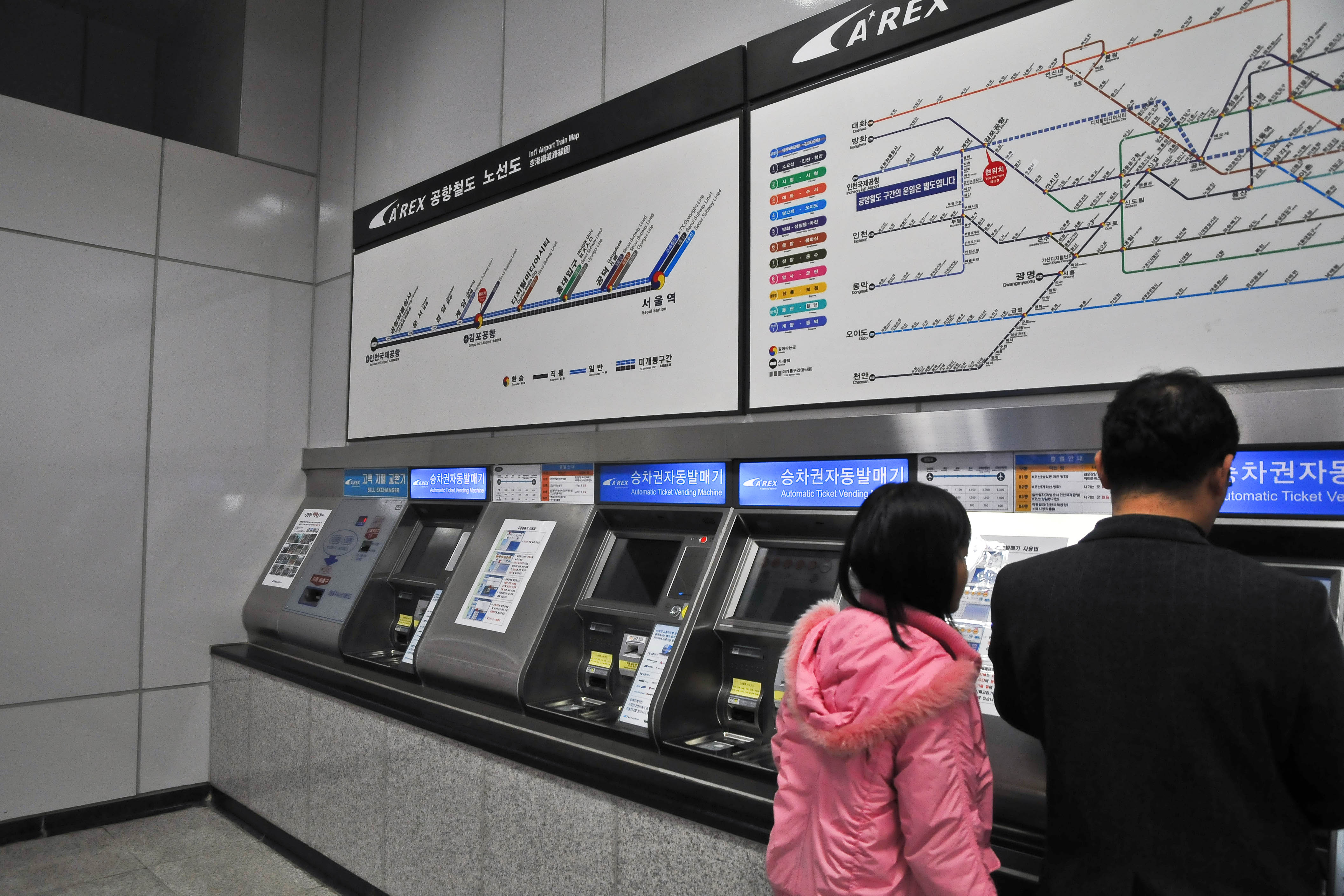
Biglietteria della linea AREX

Per favorire un migliore interscambio fra le due linee, esse condividono pressoché gli stessi binari. Sono presenti 3 binari su due piani, divisi per direzione (est e ovest). Entrambe le linee dispongono di porte di banchina.
Terzo piano interrato
| 1 | ■ AREX    | per Seul                                                                                  |
| 2 | ● Linea 9 | per Gonghangsijeong, Gayang, Yeouido, Noryangjin, Autostazione Extraurbana e Sin-Honhyeon |
| 3 | ● Linea 9 | binario non in uso                                                                        |

Quarto piano interrato
| 1 | ■ AREX    | per Gyeyang, Geomam, Unseo e Incheon Aeroporto |
| 2 | ● Linea 9 | per Gaehwa                                     |

## Stazioni adiacenti
| «                  | Servizio        | »               |
| Linea 5            | Linea 5         | Linea 5         |
| ------------------ | --------------- | --------------- |
| Gaehwasan          | -               | Songjeong       |
| Linea 9            |                 |                 |
| Gaehwa             | Locale (일반)   | Gonghangsijeong |
| Capolinea          | Espresso (급행) | Gayang          |
| Linea AREX         |                 |                 |
| Digital Media City | -               | Magongnaru      |
| Gimpo Goldline     |                 |                 |
| Gochon             | -               | Capolinea       |